# Hyaeninae
Il termine Hyaeninae indica una sottofamiglia di iene appartenenti alla famiglia Hyaenidae ed alla quale appartengono la iena macchiata, la iena bruna e la iena striata.

## Specie
- Crocuta crocuta;
- Parahyaena brunnea;
- Hyaena hyaena.